# Im Auge des Betrachters
Im Auge des Betrachters (internationaler Titel Point of View) ist der erste Kino-Spielfilm des Regisseurs Otwin Biernat. Der Film feierte auf dem Jagran Film Festival 2017 seine Weltpremiere in der Sektion „World Panorama“.

## Handlung
Karl Krämer wohnt seit Jahren zusammen mit seiner Frau Maria Krämer in einem Haus am Land, in der Nähe von Flensburg. Maria war früher eine höchst begabte Sängerin, die am Höhepunkt ihrer Karriere krankheitsbedingt ihre Stimme verlor und seither zu keiner Kommunikation mehr fähig war. Die beiden haben drei Kinder, die den Kontakt zu ihren Eltern vernachlässigen. Doch zum 65. Geburtstag ihres Vaters stehen sie unerwartet vor der Tür. Was folgt, sind verstörende, ergreifende oder auch komische Einblicke in eine Familie, die von den Geschehnissen ihrer Vergangenheit eingeholt wird.

## Auszeichnungen
- 2017 Bucharest Film Awards, Bukarest (Rumänien): Best Editor.[2]

Nominierungen
- 2017 Jagran Film Festival, Indien (Reihe „World Panorama“).[3]
- 2017 Sofia Independent Film Festival (Bulgarien).[4]
- 2017 Lisbon International Filmfestival, Lissabon (Portugal).[5]
- 2017 Bucharest Film Awards: „Best Director“, „Best Feature Film“, „Best Screenplay“, „Best Trailer“.[6]